# Hubert Miłkowski
Hubert Miłkowski (* 23. Juni 1999 in Warschau) ist ein polnischer Filmschauspieler.

## Leben
Hubert Miłkowski wurde 1999 in Warschau geboren. Er ist Student der Schauspielabteilung der Staatlichen Hochschule für Film, Fernsehen und Theater Łódź.
Seine erste Filmrolle erhielt Miłkowski in den Kriegsfilm Dywizjon 303 von Denis Delic. In der polnischen Netflix-Serie Das Grab im Wald, einer Krimiserien-Adaption von Harlan Cobens gleichnamigem Roman, spielte er 2020 Paweł Kopiński, den 18-jährigen Betreuer im Ferienlager aus dem eines Tages vier Jugendliche verschwinden und der 25 Jahre später als Staatsanwalt in Warschau von Grzegorz Damięcki gespielt wird. In dem Mitte Oktober 2021 bei Netflix veröffentlichten Film Operation Hyakinthos von Piotr Domalewski spielt er in einer der Hauptrollen einen jungen Mann in der Warschauer Schwulenszene. Eine weitere Hauptrolle erhielt er an der Seite von Karl Bekele Steinland in dem Filmdrama Norwegian Dream von Leiv Igor Devold, der im März 2023 beim Kosmorama Trondheim International Film Festival seine Premiere feierte.

## Filmografie
- 2018: Squadron 303 – Luftschlacht um England (Dywizjon 303)
- 2020: Das Grab im Wald (W głębi lasu, Fernsehserie)
- 2021: Kruk (Fernsehserie, 5 Folgen)
- 2021: Pajeczyna (Fernsehserie, 3 Folgen)
- 2021: Operation Hyakinthos
- 2023: Norwegian Dream
- 2023: Belfer (Fernsehserie, 8 Folgen)